# Agora Repúblicas
Agora Repúblicas (em castelhano:  Ahora Repúblicas, em catalão:  Ara Repúbliques, em basco:  Orain Errepublikak, em galego:  Agora Repúblicas, em aragonês:  Agora Republicas) é uma aliança eleitoral formada para as eleições europeias de 2019 em Espanha pela Esquerda Republicana da Catalunha (ERC), pelo Euskal Herria Bildu (EH Bildu) e pelo Bloco Nacionalista Galego (BNG), e com  Oriol Junqueras como o principal candidato; posteriormente aderiram à coligação os partidos canários Alternativa Nacionalista Canária (ANC), Congresso Nacional de Canárias (CNC), Unidade do Povo Canário (UP), o asturiano Andecha Astur, e o aragonês Puyalón de Cuchas.. Sucessora das coligações Esquerda pelo Direito a Decidir e Os Povos Decidem que se apresentaram às eleições de 2014,  Agora Repúblicas declarou-se aberta a outras «formações soberanistas, republicanas e progressistas». A ERC, o BNG e a Eusko Alkartasuna (que se integrou no EH Bildu) já se haviam coligado em eleições anteriores, nas várias alianças que tinham como nome variantes de "Europa do Povos".

## Candidatos
Agora Repúblicas reservará o primeiro, terceiro e quarto lugares da lista para a ERC. O seu candidato principal será Oriol Junqueras, na prisão desde 2017 devido à realização do referendo sobre a independência da Catalunha; o segundo lugar será para o representante de EH Bildu, Pernando Barrena; e o quinto para Ana Miranda, do BNG, deputada ao Parlamento Europeu anteriormente. O segundo lugar da ERC será para Diana Riba (esposa de Raül Romeva, também encarcerado).

## Membros
| Região         | Partido                           | Candidatos                  |
| -------------- | --------------------------------- | --------------------------- |
| Catalunha      | Esquerda Republicana da Catalunha | Oriol Junqueras, Diana Riba |
| País Basco     | Euskal Herria Bildu               | Pernando Barrena            |
| Galiza         | Bloco Nacionalista Galego         | Ana Miranda                 |
| Astúrias       | Andecha Astur                     |                             |
| Ilhas Canárias | Ahora Canárias                    |                             |
| Aragão         | Puyalón de Cuchas                 |                             |